# Freddy Tsimba
Pour les articles homonymes, voir Tsimba.
 (août 2021).
La mise en forme du texte ne suit pas les recommandations de Wikipédia : il faut le « wikifier ».
Les points d'amélioration suivants sont les cas les plus fréquents. Le détail des points à revoir est peut-être précisé sur la page de discussion.
- Les titres sont pré-formatés par le logiciel. Ils ne sont ni en capitales, ni en gras.
- Le texte ne doit pas être écrit en capitales (les noms de famille non plus), ni en gras, ni en italique, ni en « petit »…
- Le gras n'est utilisé que pour surligner le titre de l'article dans l'introduction, une seule fois.
- L'italique est rarement utilisé : mots en langue étrangère, titres d'œuvres, noms de bateaux, etc.
- Les citations ne sont pas en italique mais en corps de texte normal. Elles sont entourées par des guillemets français : « et ».
- Les listes à puces sont à éviter, des paragraphes rédigés étant largement préférés. Les tableaux sont à réserver à la présentation de données structurées (résultats, etc.).
- Les appels de note de bas de page (petits chiffres en exposant, introduits par l'outil «  Source ») sont à placer entre la fin de phrase et le point final[comme ça].
- Les liens internes (vers d'autres articles de Wikipédia) sont à choisir avec parcimonie. Créez des liens vers des articles approfondissant le sujet. Les termes génériques sans rapport avec le sujet sont à éviter, ainsi que les répétitions de liens vers un même terme.
- Les liens externes sont à placer uniquement dans une section « Liens externes », à la fin de l'article. Ces liens sont à choisir avec parcimonie suivant les règles définies. Si un lien sert de source à l'article, son insertion dans le texte est à faire par les notes de bas de page.
- La présentation des références doit suivre les conventions bibliographiques. Il est recommandé d'utiliser les modèles {{Ouvrage}}, {{Chapitre}}, {{Article}}, {{Lien web}} et/ou {{Bibliographie}}. Le mode d'édition visuel peut mettre en forme automatiquement les références.
- Insérer une infobox (cadre d'informations à droite) n'est pas obligatoire pour parachever la mise en page.

Pour une aide détaillée, merci de consulter Aide:Wikification.
Si vous pensez que ces points ont été résolus, vous pouvez retirer ce bandeau et améliorer la mise en forme d'un autre article.

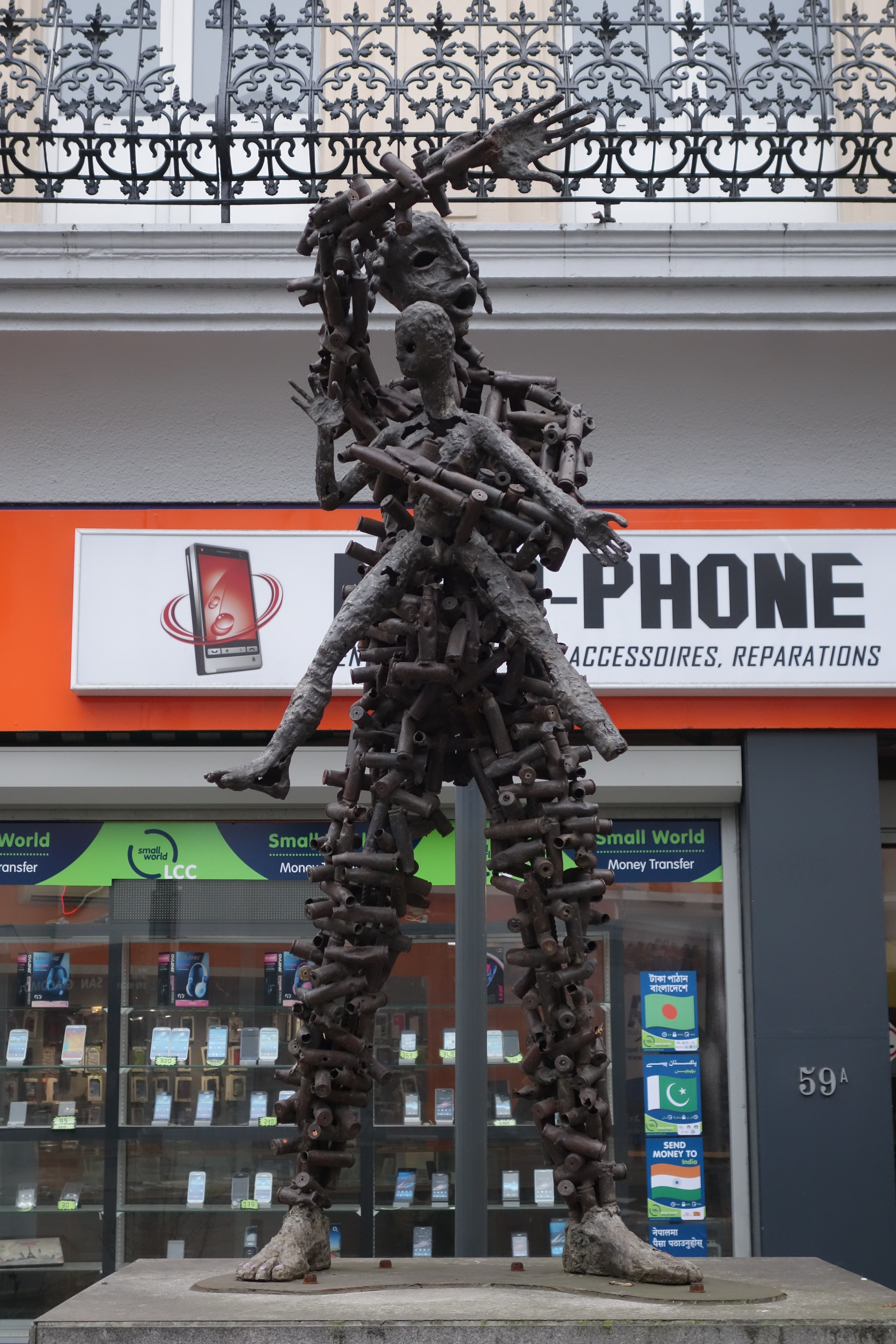
Au-delà de l'espoir (2007) à Bruxelles

Freddy Bienvenu Tsimba est un artiste plasticien et commissaire d'exposition congolais né en 1967 à Kinshasa, capitale de la république démocratique du Congo (RDC), où il vit et travaille toujours. Formé à la sculpture et aux pratiques de la fonderie et de la soudure, il travaille à partir de matériaux ramassés sur les champs de bataille (douilles, cartouchières) et dans la rue (cuillères, capsules, clés, etc.). Il est particulièrement connu pour ses sculptures composées de douilles collectées dans les zones de conflit. Ces Silhouettes effacées sont le plus souvent des bustes, principalement de femmes enceintes, qui redonnent corps et existence aux victimes anonymes des guerres. Solidaire de l’humanité en souffrance, en RDC comme partout ailleurs dans le monde, Freddy Tsimba cherche à transcender cette souffrance en rappelant la puissance de la vie. De sa pratique inlassable naît une œuvre puissamment symbolique et universelle. Il est exposé dans de nombreux pays du monde.

## Biographie
Freddy Tsimba  naît le 22 août 1967 à Kinshasa (RDC).
Freddy Tsimba obtient son diplôme de sculpture monumentale à l'Académie des Beaux-Arts de Kinshasa en 1989.
En 2001, il reçoit la médaille d'argent aux Jeux de la Francophonie pour sa sculpture Victime malgré elle.
En 2002, la médaille du mérite des Arts, Sciences et des Lettres au Congo lui est décernée.
En 2004, il reçoit le diplôme d'honneur au 48e salon International des Arts plastiques de la ville de Béziers (France).
Le 29 septembre 2007, une sculpture monumentale de Freddy Tsimba a été inaugurée à Ixelles (Belgique) au coin de la chaussée de Wavre et de la rue Longue-Vie. Cette commande de la commune s'intitule Au-delà de l'espoir et représente un personnage fabriqué avec des douilles, qui porte un enfant.
En 2007 et 2012, il reçoit le Prix du Meilleur Artiste Plasticien en République démocratique du Congo.
En 2014, il obtient le Prix de résidence d’artiste à la Biennale de Kinshasa Yango 2014.
En 2018, le Manège de Chaillot fait l’acquisition de la Porteuse des vies, une sculpture monumentale de l’artiste, dont le corps tout entier est constitué de 20 000 douilles de cartouches qui ont réellement été tirées, est offerte au Théâtre de Chaillot pour célébrer l’anniversaire de la Déclaration universelle des droits de l'homme adoptée par les Nations unies au Palais de Chaillot en 1948.
En résidence aux Lilas (Seine-Saint-Denis) en 2020, Freddy Tsimba conçoit une œuvre pour le fort de Romainville, lieu de détention des femmes en attente de déportation au cours de la Seconde Guerre mondiale. Il représente un homme et une femme nourrissent l’espoir de se retrouver. S'inspirant de l'historie de ces femmes sont l'une était tombée enceinte, il exalter le triomphe de l’amour qui dépasse les grilles en représentant un homme présentant l'enfant à sa mère séparée par un grillage.

## Œuvre
Dès les origines de sa pratique, Freddy Tsimba représente principalement des personnages. Son  travail est centré sur l’humanité et procède d’une tension qui témoigne dans le même temps de la souffrance et de la force de la vie. Ses œuvres parlent à la fois de la violence et de l’union, de la détresse et de l’énergie, de l’oubli et de la mémoire, de la mort et de la vie.  Il travaille à partir de divers objets métalliques récupérés, qui symbolisent pour certains la mort (douilles, machettes, pièges à souris), pour d’autres l’oppression (chaines, clés), ou encore l’addiction (capsules) ou la faim (cuillères). Mais leur symbolique se veut le plus souvent à double sens : les clés expriment l’enfermement mais aussi l’ouverture libératrice, les cuillères à la fois la faim et la subsistance, et Freddy Tsimba aime rappeler que la machette est d’abord l’outil des travaux agricoles.
Pour collecter les douilles, il se rend dans des zones de guerre. « J’ai récupéré des douilles dans des lieux de guerre pour en faire des œuvres. Certaines viennent du Bas-Congo, d’autres de Kinshasa […] ou de Kisangani. […] J’ai aussi des douilles de Haïti que j’ai intégrées dans ces œuvres et même des douilles que j’ai eues en Normandie. Pas beaucoup mais ce sont des douilles que j’ai ramenées au pays. J’ai aussi pris des douilles à Soweto. Donc ce sont des douilles que j’ai prises de partout. » explique-t-il, soulignant l’universalité de cette « matière première ». Autre caractéristique, les Silhouettes effacées créées à partir de ces matériaux sont toujours incomplètes : « Les douilles […] ont beaucoup tué. C’est pourquoi je fais des corps, qui ne sont pas entiers. » Parmi ces créations, la figure de la femme domine, très souvent représentée enceinte. « […] je fais des ventres de femmes. Des femmes qui attendent famille pour dire qu’il y a la vie, car même s’il y a des douilles et que l’on s’est battu il y a toujours de la vie. Ces femmes-là vont donner naissance. Des enfants vont naître et vont vivre. Du coup j’ouvre une porte. Je ne fais pas uniquement des œuvres qui montrent la mort, la souffrance ou la désolation des guerres, je veux aussi montrer l’espoir, la vie. »
Parmi les œuvres emblématiques de l’artiste figurent aussi la Maison machettes et la série Centre fermé, rêve ouvert. La première maison réalisée par Freddy Tsimba à partir de machettes a été créée et montrée à Kinshasa. L’œuvre cherche à rappeler que la machette est un instrument de construction et non de mort. D’autres maisons ont ensuite été créées, à Abomey au Bénin, à Casablanca, à Ostende. La série Centre fermé, rêve ouvert, représentant des personnes de dos, mains collées au mur dans une position humiliante, est née d’une expérience d’enfermement : à cause d’une erreur sur un visa à entrées multiples, l’artiste a été placé en centre de rétention administrative à l’aéroport de Bruxelles pendant 10 jours. « Ça je ne l’oublierai jamais. J’ai vu l’humiliation, les gens qui étaient là avec moi dans ce lieu pourri et ils attendaient comme moi. C’était vieux. Ça sentait mauvais. Les gens tombaient malades […]. Arrivé en RDC, mon passeport a été confisqué par les Congolais […] pendant un an. […] j’étais donc comme un oiseau dans une cage. J’étais bloqué et il m’était interdit de voyager. Pendant ce temps là, mon œuvre est née. Cette œuvre m’a soigné. »
Freddy Tsimba poursuit son oeuvre fondamentalement pacifiste et humaniste et expose dans de nombreux pays d'Europe et d'Afrique.
Le 6 décembre 2018, il inaugure la Porteuse de vies, œuvre de 3 m de haut (4 m avec le piédestal), installée dans l’escalier du Palais de Chaillot à l’occasion des 70 ans de la Déclaration universelle des droits de l'homme.

## Expositions

### Expositions curatées
- Megalopolis Stimmen aus Kinshasa [Mégalopole Voix de Kinshasa], Musée Grassi d'Ethnologie, Leipzig (2018-19), co-commissaire avec Eddy Ekete[10]